# Jeana Yeager
Jeana Lee Yeager (Fort Worth, 18 maggio 1952) è un'aviatrice statunitense.
È nota soprattutto per aver volato con Dick Rutan in uno storico volo, senza scalo e senza rifornimento attorno al mondo, con ritorno al punto di partenza con l'aereo Rutan Voyager dal 14 dicembre 1986 al 23 dicembre 1986. Il volo durò 9 giorni, 3 minuti, and 44 secondi, e coprì una distanza di 40 212 km, doppiando la precedente distanza record coperta con rifornimenti in volo da un bombardiere Boeing B-52 nel 1962. 
In riconoscimento di tale risultato ricevette la "Presidential Medal of Freedom" dal Presidente Reagan (1986), il Harmon Trophy, la De la Vaulx Medal della FAI, ed è stata la prima donna a ricevere il Collier Trophy.
Jeana non è parente di Charles "Chuck" Yeager, un noto pilota collaudatore.

## Gioventù
Yeager ebbe la sua gioventù nella cittadina di Commerce, Texas. 
Si appassionò agli elicotteri, e fece studi di disegno tecnico.
Frequentò la scuola superiore di economia e fu diplomata nel 1970.
A 19 anni sposò un agente di polizia, ma il matrimonio naufragò e divorziò dopo cinque anni.
Dopo tale esperienza si trasferì in Santa Rosa, (California) lavorando come disegnatrice tecnica in una Compagnia specializzata in prospezioni geotermiche, e sfruttamento di tale energia.
A 26 anni, per poter pilotare elicotteri, il suo sogno da bambina, ottenne la licenza di pilota privato.
All'epoca dell'ottenimento della licenza fu coinvolta in un progetto di attrezzature aerospaziali e conobbe Robert (Bob) Truax, uno scienziato progettista di razzi, che stava sviluppando un sistema di vascelli spaziali riusabili in una società chiamata Project Private Entreprise.
La Yeager andò a lavorare con Truax in quella società come disegnatrice.

## Azioni con i Rutan
La Yeager dapprima incontrò Dick Rutan, e poi suo fratello Burt, ad una manifestazione aerea a Chino, (California) nel 1980. 
A quel tempo Burt and Dick conducevano la loro piccola società di costruzioni aeree, la Rutan Aircraft (ora Scaled Composites). Dick Rutan aveva volato in missioni di combattimento in Vietnam, era di 14 anni più vecchio della Yeager, ed organizzava voli acrobatici alla manifestazione.
Il suo incarico alla società Rutan era di pilota collaudatore nella loro base nel deserto del Mojave.
In seguito alla relazione sentimentale con Dick la Yeager ottenne di lavorare come pilota degli aerei della società.
Come pilota la Yeager ottenne quattro diversi record di velocità con aerei Rutan EZ nei primi anni ottanta.

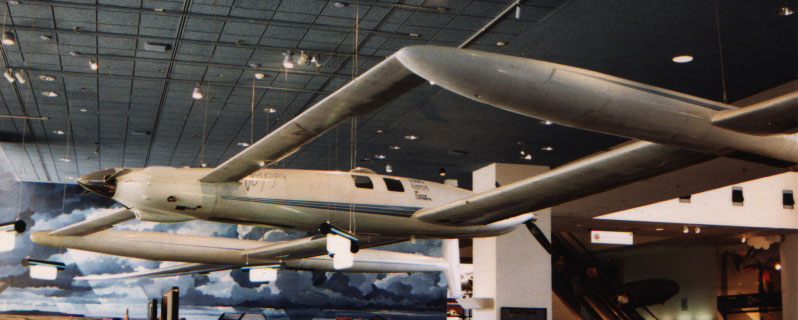
Il Rutan Voyager

Fu la Yeager che propose il progetto di giro del mondo in aereo, e pianificò la costruzione dell'aereo adatto per questo, il "Voyager". 
Preparò i disegni di progetto ed organizzò le condizioni per rendere il progetto stesso economicamente possibile, dopo avere preventivato accuratamente i costi.
La Yeager in un team specifico curò le donazioni private per sorreggere economicamente le spese.
Oltre a ciò la Yeager si sottopose ad un pesante addestramento per poter essere abile nella navigazione strumentale e per poter operare sia come pilota che come copilota e navigatore.
Superò inoltre un addestramento di sopravvivenza in mare, organizzato dall'aviazione militare, e fu il primo civile a superare con successo un tale addestramento.
Ottenne anche una licenza di volo commerciale ed una specializzazione come motorista e strumentista aereo.

## Dopo il "volo intorno al mondo"

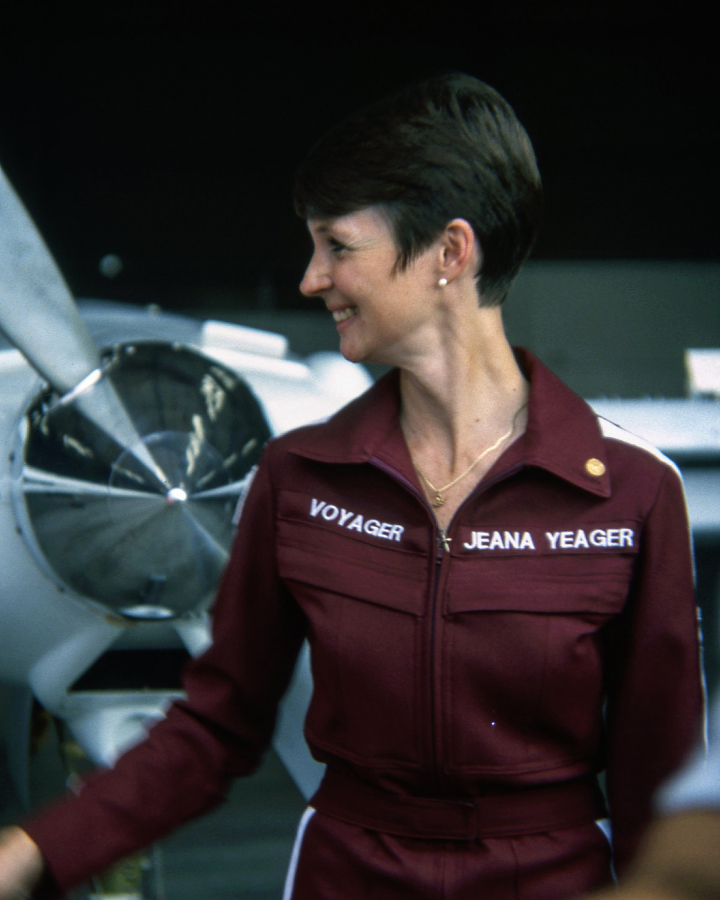
Yeager nel 1986 davanti al Voyager

Dopo il volo-impresa del Voyager, Yeager and Rutan furono impegnati in giro per il mondo in conferenze e congressi, tale attività permise una copertura delle spese del loro volo pionieristico, spese stimate in almeno 250000 dollari.
La relazione tra Rutan e la Yeager peggiorò dopo la conclusione dell'impresa, alla fine la Yeager si allontanò da Dick e si sposò con Bill Williams.
In seguito al coinvolgimento, da parte della Yeager, con valutazioni e critiche della Compagnia Rutan, questa ultima (nella persona di Dick Rutan) denunciò la Yeager per diffamazione e danno.
Dick Rutan ritirò comunque la denuncia quando si rese conto che l'azione poteva considerarsi per vari motivi sproporzionata ed inopportuna, dato che una inutile e pretestuosa polemica poteva danneggiare non solo la Yeager ma anche l'immagine stessa della Rutan.